# Sam Liu

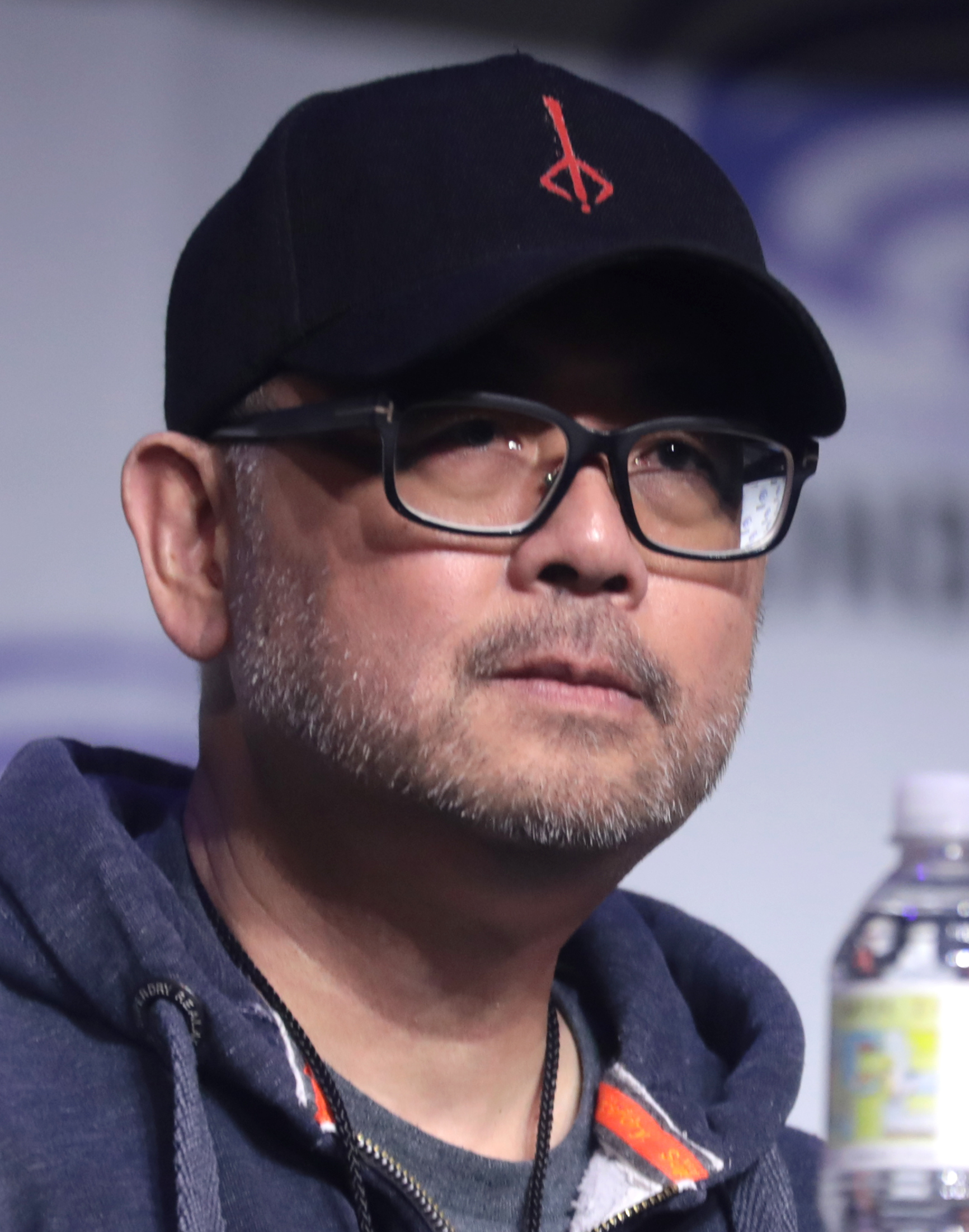
Sam Liu auf der WonderCon (2023)

Sam Liu ist ein US-amerikanischer Produzent, Regisseur, Storyboard-Künstler und Charakter-Designer. Er ist bekannt für die Regie von animierten Superheldenfilmen bei Marvel Cinematic Universe und Warner Bros. Animation.

## Werdegang
Nach dem Besuch der University of California in Santa Cruz für bildende Kunst und dem Studium am Art Center College of Design in Pasadena bekam Liu seinen ersten Job im Zeichnen von Comics für Image Comics. 1996 wechselte er zur Animation und führte Regie bei Starship Troopers und Godzilla: The Series für Sony Animation. Später ging er zu Sony Computer Entertainment of America, um Charaktere für Sonys PlayStation zu entwerfen. Anschließend kehrte er zur Animation zurück und gewann 2006 einen Daytime Emmy Award für seine Arbeit an der Zeichentrickserie The Batman.

## Filmkarriere
Liu arbeitete nach seiner Auszeichnung mit dem Daytime Emmy an einer Vielzahl von Animationsfilmen für Marvel Entertainment und Warner Bros. Animation, darunter All-Star Superman, Superman / Batman: Public Enemies, Hulk vs. Planet Hulk, Thor: Son of Asgard und in Co-Regie mit Lauren Montgomery Justice League: Crisis on Two Earths und Batman: Year One.
Liu war auch der Hauptcharakterdesigner für Superman / Batman: Apocalypse. Im Jahr 2010 kehrte Liu zum Fernsehen zurück und führte Regie bei Green Lantern: The Animated Series mit Bruce Timm und Beware the Batman mit Glen Murakami. Anschließend drehte er den Animationsfilm Justice League: Gods and Monsters, die Begleitserie Justice League: Gods and Monsters Chronicles von Bruce Timm, den Animationsfilm Justice League vs. Teen Titans, die animierte Adaption von Batman: The Killing Joke und weitere.
Zusammen mit James Tucker war Liu Co-Regisseur der animierten Adaption von Supermans Tod in der ersten Folge. Liu drehte dann die Fortsetzung der animierten Adaption Reign of the Supermen und den Animationsfilm Justice League vs. the Fatal Five. 2020 folgte Superman: Red Son.

## Filmografie (Auswahl)
Regie
- 1997: Extreme Ghostbusters (Fernsehserie, zwei Folgen)
- 1998–2001: Godzilla (Fernsehserie, sieben Folgen)
- 1999–2000: Starship Troopers (Fernsehserie, sieben Folgen)
- 2004–2005: The Batman (Fernsehserie, sechs Folgen)
- 2005: The Batman vs. Dracula
- 2010: Planet Hulk
- 2010: Justice League: Crisis on Two
- 2011: Batman: Year One
- 2016: Batman: The Killing Joke
- 2017: Batman and Harley Quinn
- 2018: The Death of Superman
- 2020: Superman: Red Son
- 2021: Batman: Soul of the Dragon

Produktion
- 2018: The Death of Superman
- 2018: Suicide Squad: Hell to Pay
- 2018: Batman: Gotham by Gaslight
- 2019: Wonder Women: Bloodlines
- 2019: The Death and Return of Superman
- 2019: Reign of the Supermen
- 2019: Justice League vs. Fatal Five
- 2019: Death (Kurzfilm)
- 2020: Superman: Red Son
- 2021: Batman: Soul of the Dragon

## Rezeption
Auf der Filmbewertungsseite Rotten Tomatoes wurden seine Filme von den Kritikern meist positiv aufgefasst.
Die meisten Kritiker konnten hier die Filme Justice League vs. Fatal Five (100 %), Superman Red Son (93 %) sowie The Death of Superman (93 %) überzeugen. Die wenigsten Kritiker konnten die Filme Batman: The Killing Joke (40 %) sowie Batman und Harley Quinn (45 %) überzeugen.

## Auszeichnungen
- 2005: Nominierung für den Daytime Emmy Award in der Kategorie Outstanding Special Class Animated Program  für The Batman
- 2006: Daytime Emmy Award in der Kategorie Outstanding Special Class Animated Program für The Batman
- 2014: Nominierung für den Daytime Emmy Award in der Kategorie Outstanding Directing in an Animated Program für Beware the Batman